# 가족 버라이어티 꽃다발
《가족 버라이어티 꽃다발》은 문화방송에서 매주 일요일 오전 9시 25분에 방송되는 버라이어티 프로그램이다. 꽃다발은 꽃보다도 아름다운 아이돌이 다발로 나온다는 말의 줄임말이다. "10대부터 60대까지, 남녀노소, 전 세대를 아우르는 국민돌이 되자!"를 슬로건으로 한다. 일부 지역에서는 각 지역 방송국에서 자체 방송을 송출한다. 1회부터 15회까지는 오후 4시 10분에 방송되었으나 16회부터 27회까지는 2010년 11월 7일 MBC 가을 개편에 따라 오전 9시 25분으로 시간대가 변경되었다.

## 개요
초기엔 걸 그룹 S 파일을 통해서 각 걸 그룹들의 숨겨진 비밀을 보여주고, 매주 다른 주제로 심사위원들에게 좋은 평가를 받은 걸 그룹을 국민돌로 선정하여, MBC 예능 프로그램에 출연할 수 있는 기회 또는 숙소에 필요한 생필품을 받는 방식이었다. 그러나 9회 미스 한가위 선발대회부터는 팀별로 국민돌을 가리는 방식을 개인별로 우승자를 가리는 형식으로 변경하였고, 전체적으로 선발대회 형식을 띄게되었다. 걸 그룹 S 파일도 이때부터 사라졌다. 10회 분에서는 다시 팀으로 국민돌을 선정하였으나, 11회부터는 다시 개인별로 우승자를 선정했다.
2011년 2월 13일 28회부터 41회까지 연예인 가족 출연으로 가족 버라이어티로 전환되었다.

## 기획 의도
매년마다 새롭게 데뷔하는 아이돌 그룹은 늘고 있으며, 오랜 준비기간 끝에 데뷔했는데도 불구하고, 이들을 수용할만한 프로그램이 극히 제한적이라는 지적이 방송가에서는 있어왔다. 방송국 입장에서도 새로운 얼굴의 발굴이 필요했기 때문에, 신인 아이돌 그룹이 활동할 수 있는 공간을 만들어주기 위해서 이 프로그램을 기획했다고 한다.

## 출연진
- MC : 김용만, 신정환 (9회부터 하차[4]), 정형돈
- 숙녀시대 : 구지성, 김새롬, 장영란, 성은
- 쿨 룰라 : 김지현, 유채영, 채리나, 고영욱 (23회 에서는 숙녀시대로 출연, 25, 26회 에서는 미쓰다로 출연)
- LPG
- 시크릿
- 걸스데이
- 포미닛
- 슈퍼주니어
- 미쓰에이
- 유키스
- 씨스타
- 애프터스쿨, 오렌지캬라멜
- ZE:A
- 카라
- 인피니트
- 틴탑
- 티아라
- 레인보우
- 엠블랙
- 슈퍼노바
- 노라조
- 오버액션
- 나인뮤지스
- JQT
- 솔로시대 : 채연 (22,24회에서는 숙녀시대로 출연), 홍진영, 문지은, 김소리, 황보, 안진경, 곽현화, 김윤지
- 오로라
- 중년시대 : 이경애, 정주리 (이상 26회에서는 개그시대로 출연), 조혜련(21회에서는 숙녀시대로 출연), 김애경, 임예진, 조갑경, 전원주, 김형자, 최은경, 박술녀, 선우용여
- 브라운 아이드 걸스
- 2PM
- 2AM
- 미쓰다 : 따루 살미넨, 비앙카 모블리, 후사코, 아비가일 알데레떼, 아키바 리에
- 줌마시대 : 유수영, 이교영, 이유진
- 개그시대 : 김숙, 김지선
- 박찬숙, 서민서
- 윙크
- 김지선, 김효진, 김정민, 문희준, 신동, 이병진, 장항준 - 34회 이후부터 패널

## 같이 보기
- 스쿨 버라이어티 백점만점 (KBS 2TV)
- 일요일이 좋다 코너 영웅호걸 (SBS)
- 일요일 일요일 밤에 코너 뜨거운 형제들 (MBC)